# Portrait de Mehmed II
Le Portrait de Mehmed II (ou Mehmet II) est un tableau peint par Gentile Bellini vers 1480. Il fait partie des collections de la National Gallery de Londres et il est en dépôt au Victoria and Albert Museum
Il représente le sultan ottoman Mehmed II, qui fut le premier souverain ottoman à se faire portraiturer, à la fois par des artistes occidentaux et orientaux.
Ce portrait est mentionné par Marcel Proust dans Du côté de chez Swann quand le narrateur veut décrire le visage de son ami Bloch.